# Augustin Beck-Friis
Carl Augustin Beck-Friis, född 7 september 1869 på Börringeklosters slott, Malmöhus län, död 26 juli 1927, var en svensk friherre och diplomat.

## Biografi
Beck-Friis var son till kabinettskammarherren greve Corfitz Beck-Friis och Stina Nordenfeldt samt bror till Lave Beck-Friis. Han blev sjökadett 1884, student 1884 och avlade hovrättsexamen i Lund 1893. Beck-Friis blev attaché vid Utrikesdepartementet (UD) 1898, andre sekreterare 1900, tillförordnad legationssekreterare i Berlin 1905, legationsråd i London 1906 och i Paris 1910. Beck-Friis var legationssekreterare i Paris 1913 och hade legationsråds namn. Han var envoyé i Madrid och Lissabon 1917 samt i Rom från 1920 fram till sin död 1927. Han gjorde en betydande insats för tillkomsten av svenska arkeologiska institutet i Rom.

## Utmärkelser

### Svenska utmärkelser
- Kronprins Gustafs och Kronprinsessan Victorias silverbröllopsmedalj, 1906.[3]
- Kommendör av första klassen av Nordstjärneorden, 6 juni 1920.[3]
- Riddare av Nordstjärneorden, 6 januari 1908.[3]
- Kommendör av andra klassen av Vasaorden, 16 april 1913.[3]

### Utländska utmärkelser
- Riddare av Badiska Zähringer Löwenorden, 1906.[3]
- Kommendör av andra klassen av Brittiska Victoriaorden, 1909.[3]
- Kommendör av Danska Dannebrogorden, 1913.[3]
- Officer av Franska Hederslegionen, 1913.[3]
- Riddare av Franska Hederslegionen, 1900.[3]
- Storofficer av Italienska kronorden, 1913.[3]
- Riddare av tredje klassen av Preussiska Kronorden, 1906.[3]
- Riddare av tredje klassen av Sachsiska Albreksorden.[3]
- Riddare av Spanska Karl III:s orden, 1905.[3]
- Storkorset av Spanska Isabella den katolskasorden, 1920.[3]